# Wolfgang Hänisch

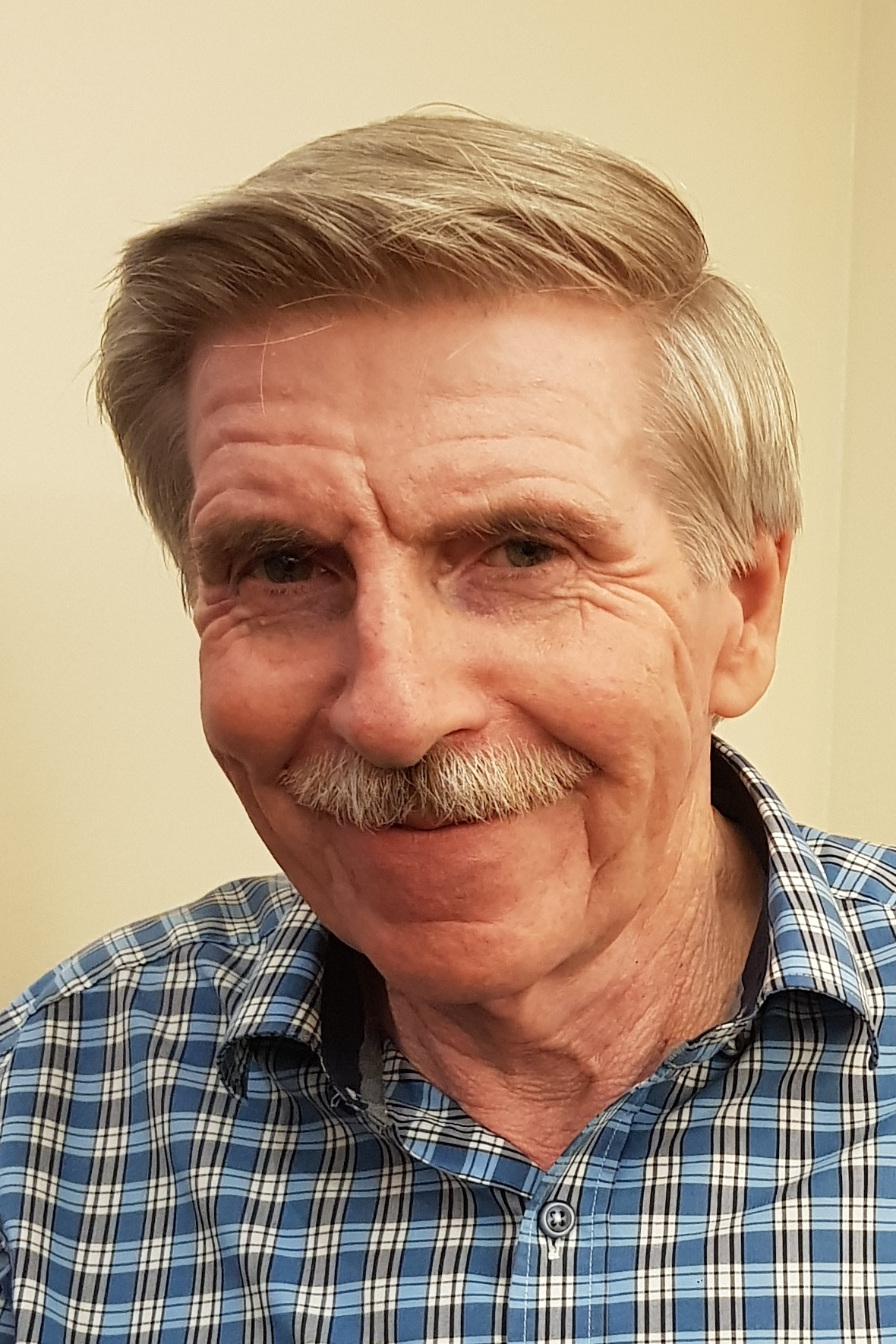
Wolfgang Hänisch (2023)

Wolfgang Hänisch (* 1954 in Hemer) ist ein deutscher Erzählforscher. Er sammelt und untersucht Sagen aus dem Sauerland.
In seiner Buchreihe werden etwa 1000 Sagen vorgestellt, in denen unter anderem Ritter, Werwölfe, Teufel, Dämonen, Riesen, Zwerge, Elfen, Hexen, Untote und Wiedergänger vorkommen. Dabei legt er auch auf die geografische Erläuterung großen Wert.
Hänisch war hauptberuflich in der Finanzverwaltung des Landes Nordrhein-Westfalen tätig. Ehrenamtlich widmet er sich   der Höhlenforschung und ist u. a. in der Speläo-Gruppe Sauerland aktiv. Er lebt in Hemer.
Der Rat der Stadt Hemer zeichnete Wolfgang Hänisch am 19. Dezember 2023 mit der Ehrennadel der Stadt Hemer aus.

## Werke
- Sauerländer Gruselsagen, Band 1: Hönnetal. Jungfern, Hexen und Dämonen. Menden: Papenbusch Media, 2006, ISBN 978-3-938052-03-7
- Sauerländer Gruselsagen, Band 2: Iserlohn, Hemer, Balve. Nebelwälder, Geisterbrachen, Düsternsiepen. Menden: Papenbusch Media, 2006, ISBN 978-3-938052-05-1
- Sauerländer Gruselsagen, Band 3: Hemer. Drachen, Gräber, Zwergengold. Menden: Papenbusch Media, 2007, ISBN 978-3-938052-08-2
- Sauerländer Gruselsagen, Band 4: Sundern. Grotten, Alben, Geistermühlen. Menden: Papenbusch Media, 2009, ISBN 978-3-938052-10-5